# Szenkani
Szenkani – wieś w Armenii, w prowincji Aragacotn. W 2011 roku liczyła 255 mieszkańców.